# L'Hortet
L'Hortet ha estat un restaurant vegetarià situat al núm. 32 del carrer Pintor Fortuny, al barri del Raval de Barcelona.
L'Hortet, obert 2 de gener del 1990, va ser un dels primers restaurants vegetarians de Barcelona. La filosofia del restaurant ha estat directament lligada al naturista, pacifista i lliurepensador Nicolàs Capo, un pioner de les teràpies naturals i autor de moltes de les receptes que encara a hores d'ara la família serveix al restaurant. Al capdavant, del restaurant, durant 25 anys, ha estat la seva filla, Odina Capo, cuinant les receptes del pare, dedicada a la cuina verda, sana i amb propietats curatives. Cap a l'any 2005, l'Odina va deixar el negoci en mans de les filles, Sonia Capo i Odina Martí, però no se'n desvinculà del tot, per tal de dedicar més temps a escriure llibres dedicats a la vida sana a través de l'alimentació, a més de preparar una biografia del seu pare, fundador de l'escola Naturotròfica de Barcelona. Abans d'agafar el traspàs d'aquest local, situat al carrer Pintor Fortuny, ja funcionava al mateix lloc un restaurant vegetarià, pioner del naturisme i propi de la moguda barcelonina dels 80, que estava regentat per una pacient del professor Capo.
En el menú de l'Hortet hi destaca la lasanya de bolets, la paella vegetariana o les amanides i altres plats, tots ells elaborats basant-se en la tradició associativa o d'incompatibilitats entre els aliments. Una manera de cuinar que ara està de moda però que al començament no era tan coneguda.
La història de Capo i les seves teories relacionades amb la gastronomia vegetariana van formar part de l'exposició "Menús de guerra. Cuina d'avantguarda i supervivència", oberta al Museu d'Història de Catalunya durant l'any 2014.
El 23 de febrer de 2025, després de trenta-cinc anys de servei sense interrupció, i una gran festa de comiat, l'Hortet tancà les portes. Els propietaris del restaurant 'Pötstot' van adquirir el traspàs amb la intenció de donar continuïtat a aquest tradicional negoci de restauració.